# Scinax cabralensis
Scinax cabralensis es una especie de anfibio anuro de la familia Hylidae. Esta rana es endémica de la sierra de Cabral en el estado de Minas Gerais (Brasil) en zonas sobre los 1000 metros de altitud. Es posible que también se encuentre en la sierra de Espinhaço pero esto no se ha confirmado. Se conoce muy poco de esta especie, pero habita en zonas pantanosas, lagos, ríos y charcas temporales o permanentes y en zonas de sabana arbustiva. Se reproducen durante la estación de lluvias. Los machos cantan por la noche.